# 貝代內克爾山
44°29′4″N 34°1′46″E / 44.48444°N 34.02944°E
貝代內克爾山是烏克蘭克里米亞自治共和國的山峰，為克里木山地的一部分，山峰處於首都基輔以南約700公里，海拔高度1,320米，受亞熱帶潮濕氣候影響，每年平均降雨量579毫米。